# Marwari

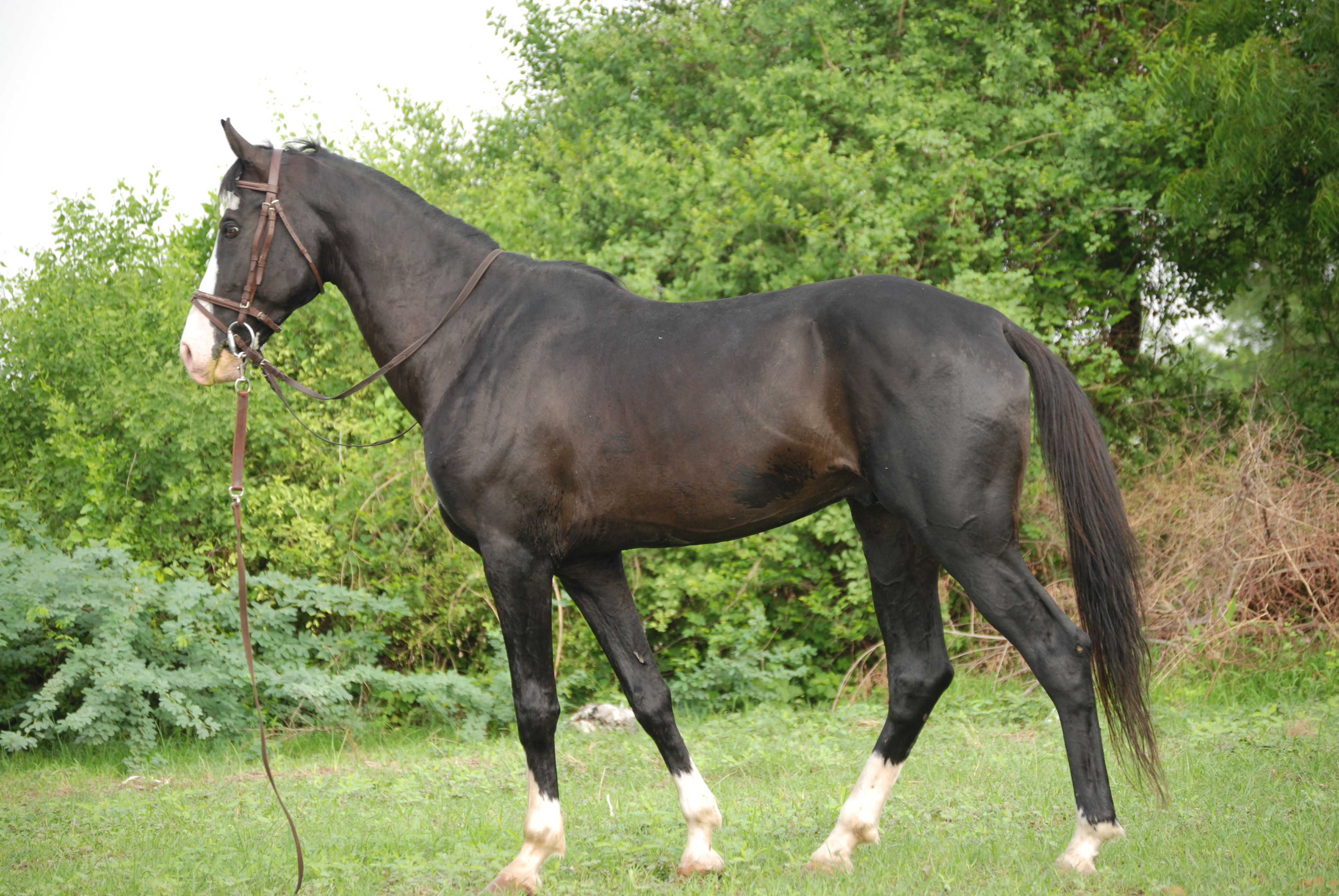
Marwarský kůň

Marwari je menší jezdecký kůň, výška v kohoutku se pohybuje kolem 150 cm. Jeho hlava je ušlechtilá, někdy ovšem může být trochu těžká. Zvláštností a nezaměnitelným poznávacím znakem marwariho jsou uši stočené špičkami k sobě. Marwari je dobře osvalený, zvláště pak bedra. Hrudník je hluboký, nohy jsou dlouhé. Pozoruhodná jsou u marwariho kopyta. Ty se vyznačují mimořádnou tvrdostí a odolností, takže marwariho je nutné kovat jen v extrémně kamenitých oblastech, jinak se téměř neopotřebují. O udatnosti marwarských koní začaly vznikat ty nejfantastičtější pověsti. Vyprávěly třeba o tom, že marwarský kůň je schopen vyskočit do výše slona nebo že chrání svého v boji zraněného a strženého jezdce tak, že u něho stojí a odežene každého, kdo se chce k jeho jezdci přiblížit.
V devatenáctém století, přesněji v jeho první polovině, však došlo ke zhoršení vlastností Marwarských koní, kteří ve své čistokrevné podobě byli následně zachráněni díky iniciativě maharadžy Umaida Singha.
Současná situace marwarských koní ovšem také ne zcela odpovídá jeho slavné a bohaté historii. Veškeré chovatelské a šlechtitelské úsilí se nyní soustředí především na „záchranářské“ práce, jejichž jediným cílem je zachování tohoto unikátního plemene.

## Zbarvení
Srst je jemná a hedvábná, jako u všech pouštních koní. Barva převažuje hnědá. Mohou se ovšem vyskytovat i ryzáci, stejně jako i strakatí koně.

## Využití
Marwari je klasickým jezdeckým koněm. Jeho chov je ovšem i s ohledem k jeho bohaté historii nejen otázkou prestiže, ale pro mnohé chovatele i především srdeční záležitostí, jejímž hlavním cílem je záchrana tohoto unikátního plemene.

## Zajímavost
Marwari na první pohled zaujme nebývalou elegancí. Pod tímto elegantním zevnějškem se ovšem skrývá nesmírně odolný a vitální kůň, jemuž ve vytrvalosti mohou konkurovat snad jen Arabové. Výjimečný je i jeho přátelský vztah k lidem.